# Мэн Тянь
Мэн Тянь (кит. 蒙恬, пиньинь Méng Tián; около 250 года до н. э — 210 год до н. э.) — древнекитайский полководец царства и империи Цинь, проявивший себя в войнах с Хунну и при строительстве Великой китайской стены. Происходил из рода, в котором было несколько известных полководцев и архитекторов. Сын полководца Мэн У и брат государственного деятеля Мэн И.

## Биография

### Происхождение
Предки Мэн Тяня были выходцами из государства Ци. Его дед, Мэн Ао, покинул Ци и прибыл в государство Цинь. Мэн Ао служил при правителе Цинь Чжаосяне, и его высшей должностью был "Старший Министр" (上卿). Во время правления Чжуансяна Мэн Ао был назначен генералом, и он возглавил армию Цинь, чтобы напасть на соперничающие государства Хань, Чжао и Вэй. Отец Мэн Тяня, Мэн У, служил генералом во время правления сына Чжуансяна Чжэна. Мэн У участвовал в кампании Цинь против государства Чу в качестве заместителя генерала Ван Цзяня и преуспел в завоевании Чу.

### Карьера
Мэн Тянь изначально работал чиновником, отвечающим за судебные документы. В 224 году до н.э под командованием Ли Синя вторгается в царство Чу с двухсоттысячной армией. Быстрый прорыв и несколько побед оказались ловушкой, и вскоре Ли Синь был разбит армией Чу. На следующий год вторжение возобновилось под командованием Ван Цзяня и Мэн У.
К тому времени, как Цинь завоевав шесть государств и начало своё господство над объединённым Китаем в 221 году до н. э., кочевники Хунну начали расширяться, как на восток, так и на запад, превратилась в мощную силу для вторжения на севере. Цинь Шихуанди, первый император династии Цинь, послал 300-тысячную армию во главе с Мэн Тянем, чтобы отогнать Хунну на север на 1000 Ли (около 416 км) и начал работу над тем, что стало известно как «Великая Китайская стена» для защиты от вторжения. Оборонительные работы, которые он начал, как говорили, простирались более чем на 10 000 Ли (4158 км) "от Линьтао до Ляодуна и даже простирался через Хуанхэ и через Яншань и Бэйцзяо.", то есть из юго-западного угла плато Ордоса к Жёлтому морю.
Изобретательность Мэн Тяня проявляется в эффективной (хотя и бесчеловечной) политике строительства, учёте топографии и использовании природных барьеров. Мэн Тянь руководил строительством дорожной системы, связывающей бывшие районы Янь, Ци, У и Чу, а также рядом дорог, специально предназначенных для императорского использования. В конечном итоге сформировавшаяся система сыграла чрезвычайно важную роль в древних транспортных и экономических обменах. Ему также традиционно, хотя и ошибочно, приписывают изобретение "Чернильной кисти" (毛筆), и его особенно помнят в "Хучжоуском фестивале кисти", который развился из празднеств в храме его предков. Мэн Тяню также приписывают изобретение Гучжэн (筝), цитры с двенадцатью или тринадцатью струнами.
Когда Ин Фусу, старший сын Цинь Шихуанди и наследный принц, был сослан на северную границу за то, что оспаривал политику своего отца, Мэн Тяню было приказано помогать принцу — задача, которую он выполнил преданно. 

### Смерть
Когда Цинь Шихуанди умер, в соответствии с традицией, империю должен был унаследовать старший сын наследный принц Фу Су. Перед смертью первый император использовал печать в качестве своего последнего указа, чтобы попросить Фу Су передать военную власть Мэн Тяню и приехать в Сяньян, чтобы возглавить его похороны; это означало, что Фу Су унаследует трон. но Чжао Гао и Ли Сы подделали завещание императора, назначив наследником младшего сына Хухая. Также в завещании было приказано находившимся на северной границе Фу Су и преданному ему генералу Мэн Тяню покончить c собой. Фусу преданно подчинился приказу перерезав себе горло мечом, а заподозривший заговор генерал Мэн Тянь несколько раз отправлял письмо за подтверждением и был помещен под арест в Янчжоу (陽周; около современного Юйлинь, Шэньси). Хухай, обрадованный новостью о смерти брата, хотел помиловать Мэн Тяня, но Чжао Гао, боясь мести Мэнов, добился казни Мэн Тяня и его младшего брата прокурора Мэн И, который в прошлом предлагал Цинь Шихуанди казнить Чжао Гао за одно из преступлений. Цзыин пытался уговорить императора помиловать Мэнов, но влияние Чжао Гао на императора было весомей. Мэн Тянь был вынужден покончить с собой в тюрьме. Его брат, Мэн И, находившийся в тюрьме в Дай (代; около современного уезда Ю, Чжанцзякоу, Хэбэй) отказался принять яд, написав послание императору, в котором заявлял, что у императора не было причин казнить его. Однако посланник, который знал, что император хотел видеть Мэн И мертвым, проигнорировал ответ Мэна и убил его. 
Оба брата похоронены у подножья горы Маань (馬鞍) на западе округа Суйдэ.
Получив власть, Цзыин пытался защитить своего предшественника Эрши Хуана от обвинений в убийстве верных циньскому трону братьев.
Через три года после его смерти династия Цинь рухнула.

### Наследие
Следующая династия — Хань (206 г. до н. э. — 220 н. э.) продолжило строительство стены на запад до Дуньхуана. Также была сооружена линия сторожевых башен, уходившая вглубь пустыни, для защиты торговых караванов от набегов кочевников. Строительство продолжалось до конца правления династии Мин (1368—1644). Первый Император династии Цин (1636—1912), Хунтайцзи, прекратил строительство, посчитав его продолжение затратным и не целесообразным.
В современной китайской культуре стена приобрела новое значение. Независимо от неудач, связанных с её военным применением, она превратилась в символ стойкости и созидательной мощи народа.

## В культуре
- Его изображение иногда используется в качестве дверного (привратного) бога, в Китайских, Буддистских и Даосских храмах, обычно в паре с Фусу.
- Он является одной из 32 исторических фигур, которые появляются в качестве специальных персонажей в видеоигре Romance of the Three Kingdoms XI[англ.] от Koei.
- Появляется как неигровой персонаж в видеоигре Prince of Qin[англ.] от Strategy First.
- Упоминается под изменённым именем "Моу Тэн" в манге Kingdom.
  - В аниме-сериале Kingdom его озвучивает Хирофуми Нодзима.
- Гонконгский телесериал "Rise of the Great Wall[англ.]" (1986) — Гуань Вэйлунь[кит.] играет Мэн Тяня.
- Китайский сериал "Прямая дорога Дацинь"(大秦直道) (2007) — У Цзинань[кит.] играет Мэн Тяня.
- Третий сезон трехмерной анимации боевых искусств "Цинь Шиминьюэ"(秦時明月), выпущенный Китайкой компанией Hangzhou Xuanxuan Technology Information Technology Co., Ltd. (2010) — Сунь Е[англ.] выступал в качестве актёра озвучки Мэн Тяня.
- Китайский сериал "Миф[англ.]" (2010) — Дин Цзыцзюнь[кит.] играет Мэн Тяня.
- Герой в игре "Honor of Kings[англ.]" позиционируется как воин, а его сын-вымышленный герой Мэн.

### Комментарии
1. ↑  Те участки Великой стены, которые сохранились до нашего времени, были построены, в основном, при династии Мин